# この手伸ばして/数え切れないKiss
「この手伸ばして/数え切れないKiss」はHi-Fi CAMPの9枚目のシングルである。2011年11月30日に発売された。

## 概要
- 前作2010年9月に発売された「夢の向こうへ」から約１年２ヶ月ぶりのリリースとなる。
- 所属レコード会社をポニーキャニオンへ移籍してから初のリリース曲となる。

## 収録曲
1. この手伸ばして
  - 作詞：KIM / 作曲：Hi-Fi CAMP
  - テレビ東京系アニメ「FAIRY TAIL」エンディングテーマ
2. 数え切れないKiss
  - 作詞：KIM / 作曲：Hi-Fi CAMP
  - トーヨータイヤ スタッドレスタイヤ「GARIT G5」CMソング
3. この手伸ばして -Instrumental-
4. 数え切れないKiss -Instrumental-